# مه جنگ
مهِ جنگ: یازده درس از زندگی رابرت اس. مک‌نامارا (انگلیسی: The Fog of War: Eleven Lessons from the Life of Robert S. McNamara) فیلمی در ژانر مستند به کارگردانی ارول موریس است که در سال ۲۰۰۳ منتشر شد.
در این فیلم رابرت مک‌نامارا، وزیر دفاع آمریکا بین سال های ۱۹۶۱ تا ۱۹۶۸، با سؤال‌هایی در موردِ نقشش در جنگ ویتنام مواجه می‌شود.
عنوانِ فیلم از مفهومِ نظامیِ «مه جنگ» برگرفته شده؛ اصطلاحی که به دشواریِ تصمیم‌گیری در میانهٔ درگیری‌ها اشاره دارد.
مه جنگ توانست جایزهٔ اسکار بهترین مستند سال ۲۰۰۳ را از آنِ خود کند.